# Eddy Berdusco
Eddy Berdusco (Mississauga, 8 settembre 1969) è un ex calciatore ed ex giocatore di calcio a 5 canadese.

## Carriera

### Calcio
Con la Nazionale canadese di calcio ha disputato diciotto gare segnando quattro reti.

### Calcio a 5
Utilizzato nel ruolo di giocatore di movimento, come massimo riconoscimento in carriera ha la partecipazione con la Nazionale maschile di calcio a 5 del Canada al FIFA Futsal World Championship 1989 in cui i nordamericani sono stati eliminati al primo turno nel girone comprendente Belgio, Argentina e Giappone.

## Palmarès

### Club

#### Competizioni nazionali
- United Soccer Leagues First Division: 1

Milwaukee Rampage: 1997